# Miguel Abadía Méndez
Miguel Abadía Méndez (Coello, 5 de julio de 1867-Choachí, 15 de mayo de 1947) fue un abogado, escritor, catedrático y político colombiano. Fue presidente de Colombia entre el 7 de agosto de 1926 y el 7 de agosto de 1930. Miembro del Partido Conservador Colombiano.
Ocupó varios cargos públicos, siendo ministro en siete carteras (Instrucción pública, Hacienda, Relaciones Exteriores, Gobierno, Guerra, Correos y Telégrafos), y fungiendo como consejero de Estado y magistrado de la Corte Suprema de Justicia. Como ministro de Gobierno (Hoy de Interior) orientó la reforma constitucional de 1910 de la Constitución de 1886. Representó al país en Chile, Argentina y Brasil.
Fue presidente de Colombia entre 1926 y 1930, siendo el último del período de la Hegemonía Conservadora, ya que por los problemas de sus últimos años de gobierno y la crisis de candidatura conservadora de 1930, su partido perdió las elecciones presidenciales, poniendo fin a 4 décadas de gobierno conservador.
Durante su gobierno se creó la Federación Nacional de Cafeteros de Colombia, en 1927, y se inauguró la radio en el país, con la primera emisión en diciembre de 1929.Además se ratificaron tratados de límites con Brasil, Perú y Nicaragua.
Pese a ser un poeta de viaja data, humanista y ser considerado un ilustrado y buen orador su imagen se vio ensombrecida por su gobierno, que estuvo marcado por episodios de violencia, como la Masacre de las Bananeras de 1928, cuando militares sofocaron una huelga obrera de trabajadores de la United Fruit Company. También enfrentó graves problemas económicos que llevaron al endeudamiento del país, y los efectos derivados de la Gran Depresión de 1929, a pesar de que el país había gozado de una bonanza cafetera en la década de los años 20.

## Biografía
Nació en la vereda La Vega de los Padres, en el municipio de Coello, Estado de Tolima, Estados Unidos de Colombia, el 5 de julio de 1867. Según sus cronistas, Abadía era un niño con talentos excepcionales y siempre destacó en la escritura.
Comenzó sus estudios en el Colegio de San Simón deIbagué; los continuó en la Universidad Católica de Colombia, y obtuvo en 1888, en el Colegio Mayor de Nuestra Señora del Rosario, el grado de Doctor en Derecho y Ciencias Políticas.
Graduado como abogado ejerció como fiscal del circuito de Bogotá y luego como fiscal del tribunal de la capital colombiana, así como profesor de Derecho. En 1896 fue designado como magistrado del Consejo de Estado.
También fue diputado en la Asamblea de Cundinamarca, en 1890, y secretario de hacienda del departamento bajo la administración del gobernador Antonio Basilio Cuervo, en 1891. Fue igualmente congresista de Colombia por el departamento del Cauca.

### Trayectoria
En las aulas apoyó la creación del periódico El Ensayo en 1887, desde donde defendió la postulación de Miguel Antonio Caro como vicepresidente de Colombia, en 1891, durante el último gobierno de Rafael Núñez y también trabajó en El Colombiano, fundado por Mariano Ospina Pérez. Escritor, tradujo varias obras del inglés y el francés. También fue miembro de la Academia colombiana de la Lengua y de la Academia colombiana de Historia.
En el gobierno de Miguel Antonio Caro, Abadía fue nombrado ministro del Tesoro, en 1894, hasta que Caro se retiró temporalmente del gobierno, ya que fue reemplazado por el nuevo gabinete del designado Guillermo Quintero Calderón. Pese a haber sido designado como consejero de estado, el presidente Caro vetó su nombramiento.
Su afiliación a las academias de la lengua y de historia de Colombia lo llevaron a vincularse al Partido Conservador Colombiano, del cual era adepto ideológicamente. Como miembro del partido ocupó varios cargos públicos a lo largo de 20 años.
Abadía participó en la conspiración que el vicepresidente de la época, José Manuel Marroquín, lideró contra el gobierno del anciano presidente Manuel Antonio Sanclemente, que fue derrocado pacíficamente el 31 de julio de 1900. La conspiración se dio por el manejo de Sanclemente de la Guerra de los Mil Días, y porque desde el principio de su mandato, Sanclemente fue extremadamente impopular.En el gobierno de José Manuel Marroquín fue nombrado ministro Relaciones Exteriores, de 1900 a 1901, de Hacienda entre 1901 y 1902, y de Instrucción Pública.
En 1902 el presidente Marroquín lo envió a Chile como ministro plenipotenciario y a su regreso a Colombia, en 1904, volvió a ganar una curul en el Congreso por el Cauca, siendo de nuevo elegido en 1911 y entre 1913 y 1914.
Terminado el gobierno de Marroquín, se opuso al gobierno de Rafael Reyes, participando en el complot que lo llevó a renunciar el 13 de mayo de 1909. En el lugar de Reyes fue nombrado como designado el canciller Jorge Holguín, y luego el Congreso desingó a Ramón González Valencia, quien nombró a Abadía ministro de Gobierno, entre 1909 y 1910.
En 1914 llegó a la presidencia un antiguo compañero de lucha suyo, el gobierno de José Vicente Concha, quien participó en la caída de Sanclemente en 1900. Concha lo nombró ministro de Gobierno, ocupando la cartera durante todo el gobierno del conservador.
En 1919, fue nombrado ministro de Instrucción Pública por el gobierno de Marco Fidel Suárez, estando en el cargo hasta 1921, antes de la renuncia forzosa de Suárez, quien cayó víctima de una conspiración iniciada desde adentro de su gobierno. En 1924, fue nombrado por el gobierno de Pedro Nel Ospina, tío de su antiguo empleador Mariano Ospina, como ministro de Correos y Telégrafos, alternando con el ministerio de Gobierno por tercera vez, entre 1924 y 1925.

### Candidatura presidencial
El Partido Conservador buscó un nuevo período en el poder para 1925, presentándose las candidaturas de Abadía Méndez y el laureado militar Alfredo Vásquez Cobo; ante la indecisión del partido de que candidato apoyar, el arzobispo de Bogotá Bernardo Herrera Restrepo dirimió el conflicto y postuló a Abadía como candidato, comprometiéndose a apoyar a Vázquez Cobo en las elecciones de 1930.
Abadía se presentó como candidato único a las elecciones presidenciales de 1926, tras la negativa del Partido Liberal de presentar candidato, ante las acusaciones de fraude durante las elecciones de 1922, donde fue elegido presidente Pedro Nel Ospina, que se impuso sobre el candidato liberal Benjamín Herrera.
Abadía obtuvo más de 370 000 votos, convirtiéndose en presidente de Colombia. Días después de su elección, el 5 de julio de 1926, Abadía (quien era viudo), contrajo matrimonio con una joven dama llamada Leonor de Velasco, que se convirtió en primera dama de Colombia.

### Presidencia de Colombia (1926-1930)
Abadía se mostró partidario de un gobierno hegemónico, ya que se negó a dar participación en su gabinete a los liberales, lo que favoreció su política de represión a los movimientos sindicales. Alternó sus actividades con la enseñanza de derecho constitucional.Su gobierno expidió decretos y leyes que prohibieron las reuniones, la libertad de prensa, la posesión de armas y las ideas socialistas. Recurrió a empréstitos para estimular la economía y enfrentar la Crisis mundial de 1929.Se firmaron los tratados con Nicaragua el tratado Esguerra-Bárcenas del 24 de marzo de 1928; con Perú: el canje de ratificaciones del tratado Lozano-Salomón, firmado el 24 de marzo de 1922, ratificado el 19 de marzo de 1928;con  Brasil el tratado García Ortiz-Mangabeira el 15 de noviembre de 1928. Se creó la Federación Nacional de Cafeteros de Colombia, en 1927,en 1928 el piloto estadounidense Charles Lindbergh, visito Colombia. y se presentó la primera emisión de radio en diciembre de 1929.

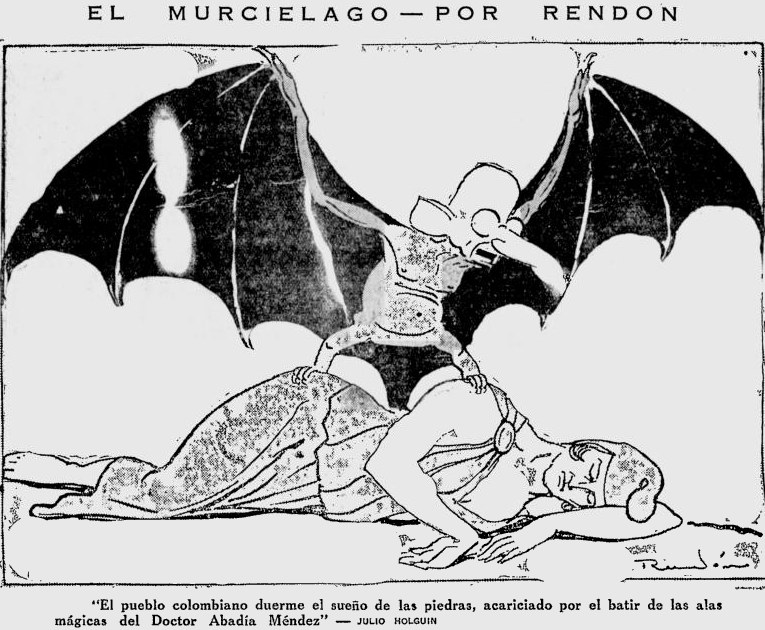
Abadía retratado por Ricardo Rendón, 1929.

### Masacre de las Bananeras
Su gobierno es recordado principalmente por la Masacre de las Bananeras ocurrida el 5 y 6 de diciembre de 1928. Los sucesos se dieron a raíz de una huelga de trabajadores de la sucursal de la United Fruit Company de Ciénaga, Magdalena, a raíz de las malas condiciones sanitarias y peticiones sobre derechos laborales y de seguridad social para los huelguistas.

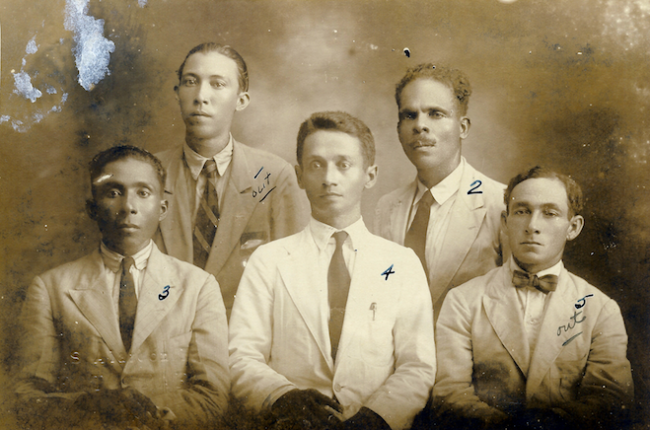
Los líderes de la huelga de la United Fruit Company, siendo a su vez opositores al Gobierno de Abadía Méndez.

La huelga que comenzó a finales de noviembre de 1928, fue tan numerosa que se considera como la más grande de Colombia en su momento, y llevó a la intervención desafortunada del gobierno conservador en favor de la multinacional. Bajo las órdenes del general Cortés Vargas (quien gracias al decreto de estado de sitio de Abadía, emitido el 4 de diciembre, se convirtió en el regidor de la zona) miembros del Ejército Nacional abrieron fuego contra los manifestantes, dejando un saldo incierto de fallecidos, ya que las cifran oscilan entre 200 y 3000 trabajadores muertos y cerca de 100 heridos.
Pese a que se supo del suceso días después, el gobierno no hizo ningún pronunciamiento sobre la masacre, y se alteraron las evidencias, ya que los números oficiales de 13 muertos no pudieron ser justificados, y se optó por arrojar los cadáveres restantes al mar antes de que se cotejaran los hechos. Se dice que el gobierno actuó de esa manera tan errática por el miedo de que la huelga estuviera infiltrada por comunistas soviéticos, ante el brote de huelgas de los años anteriores.
Por su parte, Abadía promovió a Cortés Vargas como director de la Policía en 1929. Cortés Vargas fue removido luego del cargo cuando el hijo de uno de los amigos de Abadía (y militantes del grupo ultraconservador de Los Leopardos) fue asesinado por miembros de la Policía. Las consecuencias trajeron amplio cubrimiento periodístico de sectores de izquierda, ya que la prensa oficial no prestó atención en su momento a los sucesos, los liberales recobraran el poder con la elección de Enrique Olaya Herrera.

### Post-gobierno
En 1931, luego de dejar la presidencia, Abadía fue nombrado por segunda vez consejero de estado, estando en el cargo por pocos meses. Luego se retiró para dedicarse a la enseñanza, como profesor emérito.
Abadía Méndez era propietario de la finca La Tegualda en Choachí, ubicada muy cerca de la inspección de La Unión del municipio de Fómeque. Dicha inspección fue fundada a finales del siglo xix, contando con una notable afluencia de turistas en las primeras décadas del siglo xx. En la finca el político pasó sus años de jubilación, luego de retirarse de la vida política, para dedicarse a sus negocios. Fue allí en donde falleció de causas naturales, el 15 de mayo de 1947, a los 79 años. Su cuerpo fue exhibido en cámara ardiente, y se le rindieron los respectivos honores. Fue enterrado en el Cementerio Central de Bogotá, donde reposan sus restos actualmente.

## Familia
Miguel Abadía era hijo de Miguel Abadía Calzada y Arcelia Méndez Tello.

### Matrimonios y descendencia
Abadía estuvo casado dos veces. En primeras nupcias se unió con Felisa Santamaría Restrepo el 10 de junio de 1891, con quien tuvo cinco hijosː Fidel, Germán, Gabriel, Santiago y Soledad Abadía Santamaría. Quedó viudo el 22 de diciembre en 1921 y decidió permanecer soltero por un tiempo.
Su excuñada, Paulina Santamaría Restrepo, era sobrina de María Francisca Piedrahíta, la madre de Sixta Pontón de Santander y suegra de Francisco de Paula Santander. A su vez Paulina estaba casada con Pablo Barriga, uno de los parientes de Antonio José de Sucre y Alcalá, la mano derecha de Simón Bolívar y su sucesor natural. Además, las hermanas eran bisnietas del exministro José Félix de Restrepo, siendo el historiador Carlos Eduardo Restrepo Canal uno de sus sobrinos lejanos.
Con su segunda esposa, Leonor de Velasco Álvarez, se casó el 5 de junio de 1926, recién electo presidente, y ya entrado en la madurez, pese a que su esposa tenía apenas 19 años en ese momento, y con quien no tuvo descendencia. La joven primera dama se hizo famosa por realizar eventos sociales conocidos como Recibos de Palacio, con los que Abadía posicionó su gobierno entre los sectores influyentes de la sociedad colombiana. Leonor era 

## Obras
- Compendio de Historia Moderna, 1890
- Nociones de Prosodia Latina, 1904
- Geografía de Colombia, 1915